# Ciclone sulla Giamaica
Ciclone sulla Giamaica (A High Wind in Jamaica) è un film del 1965 diretto da Alexander Mackendrick.
È un film d'avventura drammatico britannico con Anthony Quinn, James Coburn, Dennis Price e Lila Kedrova. È basato sul romanzo del 1929 Un ciclone sulla Giamaica (A High Wind in Jamaica) di Richard Hughes.

## Trama
Un uragano colpisce l'isola di Giamaica nel 1870. I genitori di cinque figli sentono che è il momento di mandarli in Inghilterra per una educazione e un'istruzione migliore. Durante il viaggio, alcuni pirati prendono i bambini prigionieri a bordo della nave.

## Produzione
Il film, diretto da Alexander Mackendrick su una sceneggiatura di Stanley Mann, Ronald Harwood e Denis Cannan con il soggetto di Richard Hughes (autore del romanzo), fu prodotto da John Croydon per la Twentieth Century-Fox Productions e girato nei Pinewood Studios nel Buckinghamshire e in Giamaica. Il brano della colonna sonora A High Wind in Jamaica fu composto da Christopher Logue e Jerry Adler (parole e musica).

## Distribuzione
Il film fu distribuito con il titolo A High Wind in Jamaica nel Regno Unito dal maggio del 1965 (première a Londra) al cinema dalla Twentieth Century-Fox Productions.
Altre distribuzioni:
- in Germania Ovest il 4 giugno 1965 (Sturm über Jamaika)
- negli Stati Uniti il 16 giugno 1965 (New York)
- in Francia il 21 luglio 1965 (Cyclone à la Jamaïque)
- in Finlandia il 6 agosto 1965 (Rajumyrsky Jamaikassa)
- in Svezia il 10 settembre 1965 (Storm över Jamaica)
- in Spagna il 26 novembre 1965 (Viento en las velas)
- in Danimarca il 3 marzo 1966 (Storm over Jamaica)
- in Austria (Sturm über Jamaika)
- in Turchia (Cinayet yolu)
- in Grecia (Tyfon stin Tzamaika)
- in Brasile (Vendaval em Jamaica)
- in Italia (Ciclone sulla Giamaica)

## Critica
Secondo il Morandini il film è "uno dei più originali film di avventure marinareschi della seconda metà del '900, ravvivato da un finale sorprendente e insolito". Morandini segnala il ritmo che risulta "avvincente" per un film che può essere considerato un "acuto racconto di psicologia". Secondo Leonard Maltin il film può contare su "un cast eccellente e una sceneggiatura cesellata".

## Promozione
La tagline è: "Piracy and High Adventure on the High Seas!".